# ギンナナ
ギンナナは、吉本興業東京本社（東京吉本）に所属していたお笑いコンビ。2010年結成。2019年6月30日よりコンビでの活動休止を発表し、同年12月5日解散。
主にルミネtheよしもとや神保町花月などで活動していた。

## メンバー
- 金成公信（かねなり きみのぶ、1975年10月24日- 千葉県出身。B型。）
- 菊池健一（きくち けんいち、1977年6月29日- 山形県酒田市出身。B型）

## 経歴
- 共に東京NSCの2期生。金成はハローバイバイとして活動、キクチはゴッツインゲスト、ガラクタパンチというコンビで活動していたが、すぐに解散しアルバイトをしながら俳優として活動していた。
- 2人とも2005年より、jealkbというヴィジュアル系ロックバンドに属していたが、2010年に脱退し、同時にコンビを結成した。銀座7丁目劇場で出会ったことがコンビ名の由来。
- M-1グランプリでは初参戦となる2010年大会にて初出場。準々決勝まで進み、敗者復活戦にも出場（予選順位27位）。
- 2013年「NOTTV東京よしもとグランドスラム」で優勝[1]し、その特典として初冠番組「ギンナナのギンナマ！」が与えられた[2]。
- 2017年、jealkbの10周年記念ライブ「"TARGET"2017」に出演。
- 2019年5月31日、菊池が無期限でハワイに移住することを発表し、同年6月30日をもってコンビでの活動を休止することを発表[3]。

- 2019年12月5日、「村上ショージ独演会　第137章」（ルミネtheよしもと）へギンナナで出演。公演中にギンナナを解散することを発表。
- 2020年1月11日-1月12日「明るいおじさんと行く！会津若松バスツアーファイナル」にてギンナナとしての活動を終了。
- 2020年から金成は「千葉公平」へ改名し、吉本新喜劇所属になる[4]。

## エピソード
- NSC時代は2人ともに同期のなかではエース的存在であったことが明かされているが、実際に結成してみたところ、菊池がセリフを覚えられないということを金成が明かしている。
- 2人ともにロッシー（野性爆弾）率いる、滑舌の悪い芸人たちの集まり「滑舌亭一門」のメンバーである。金成は「滑舌亭たのんだぞ！」、キクチは「滑舌亭元気」と命名されている。
- 2019年現在、よしもとクリエイティブ・エージェンシー所属の芸歴11年以上の芸人を対象とする「CHANGE」に出演している[5]ほか、即興ライブ「THE EMPTY STAGE」、ルミネtheよしもとの新喜劇[6]などの舞台にコンビで出演している[7]。

## 出演番組
主なテレビ出演
- 雨上がり決死隊のトーク番組アメトーーク!（テレビ朝日） - 泥の97年デビュー組の一員として出演
- 新春ゴールデンカーペット（フジテレビ系、2011年1月1日） - キャッチコピーは「笑いも七転び八起き」。
- 333 （テレビ朝日、2011年4月30日）
- ゲーマーズTV 夜遊び三姉妹 今夜も上上下下左右左右BA 「コタツの中は気持ちいいの巻」（日本テレビ、2012年2月9日）
- ザ・ベストハウス123 （2011年11月14日、2012年1月11日、2012年3月22日ほか）
- ざっくりハイボール （テレビ東京、2012年2月18日、2012年3月24日）
- 愛車天国!カスタムガレージ（BSスカパー）
- サガラとキヨトの乃木坂ぷぷぷ（テレビ埼玉、2015年10月18日)
- 初笑い!朝まで爆笑寄席2017 （テレビ東京、2016年12月31日）

ネット番組
- U・LA・LA@7（TOKYO MX、2011年7月5日） - 「よしもとうららちゃん」コーナー
- ギンナナのギンナマ！（NOTTV、2013年12月14日）

## 単独ライブ
- ギンナナ初単独ライブ『銀7』（新宿シアターモリエール、2010年3月12日-3月13日）
- ギンナナ「銀7 ver.参」（ルミネtheよしもと、2010年11月7日）
- ギンナナ「銀7 ver.肆」（新宿シアターモリエール、2012年3月19日）

- ギンナナ「銀7 ver.伍」（新宿シアターモリエール、2012年9月1日）
- ギンナナ単独ライブ「第一話」（神保町花月、2018年4月30日）
- ギンナナ単独ライブ「第二話」（神保町花月、2018年12月9日）

## 賞レースの戦績
M-1グランプリ
- M-1グランプリ2010 準々決勝進出（予選27位、敗者復活戦にも出場）
- M-1グランプリ2015 3回戦進出
- M-1グランプリ2016 準々決勝進出
- M-1グランプリ2017 2回戦進出
- M-1グランプリ2018 2回戦進出

その他
- NOTTV東京よしもとグランドスラム　2013年5月　優勝